# Bryum gerwigii
Bryum gerwigii là một loài rêu trong họ Bryaceae. Loài này được Müll. Hal. Limpr. mô tả khoa học đầu tiên năm 1892.